# Дикки, Дейл
Дейл Дикки (англ. Dale Dickey, род. 29 сентября 1961) — американская актриса, известная благодаря характерным ролям отрицательных и жестоких героинь в кино и на телевидении.

## Жизнь и карьера
Диана Дейл Дикки родилась в Ноксвилле, штат Теннесси в семье писателя и политика Мисси Дикки, которая баллотировалась в законодательное собрание штата в 1974 году. После окончания средней школы она поступила в университет Теннесси. В конце семидесятых она начала карьеру в театре, выступая сначала в независимых пьесах, а в 1989 году дебютировала в бродвейской постановке «Венецианский купец». В 2009 году она получила хорошие отзывы от критиков за исполнение главной роли в бродвейской постановке «Трамвай „Желание“».
Дейл Дикки появилась в нескольких десятках кинофильмов и телевизионных шоу. Наиболее значимая роль на большом экране у неё была в номинированном на премию «Оскар» фильме 2010 года «Зимняя кость», за которую она выиграла «Независимый дух» за лучшую женскую роль второго плана и ряд других наград. Ранее у неё были заметные роли в фильмах «Домино», «Программа защиты принцесс» и «Обещание», а после она появилась в фильмах «Супер 8», «Проклятие моей матери», «Быть Флинном», «Железный человек 3» и ряде других.
На телевидении Дикки известна по своей роли в комедийном сериале «Меня зовут Эрл», где она снималась в 2005—2009 годах. Также она известна благодаря своей роли в шестом сезоне сериала «Настоящая кровь», а кроме этого в разные годы была гостем в таких сериалах как «Секретные материалы», «Фрейзер», «Ищейка», «Девочки Гилмор», «Кости», «Мыслить как преступник», «Дурман», «Две девицы на мели», «Анатомия страсти» и «Сыны анархии». Также у неё были эпизодические и второстепенные роли в «Во все тяжкие», «Настоящая кровь» и «Правосудие».

## Избранная фильмография
| Год       |   | Русское название       | Оригинальное название | Роль           |
| --------- | - | ---------------------- | --------------------- | -------------- |
| 2009      | с | Во все тяжкие          | Breaking Bad          | женщина Спуджа |
| 2011      | с | Две девицы на мели     | 2 Broke Girls         | Елена          |
| 2012—2013 | с | Настоящая кровь        | True Blood            | Марта Бозман   |
| 2017      | с | Бесстыжие              | Shameless             | тётя Ронни     |
| 2019      | с | Почему женщины убивают | Why Women Kill        | Руби Дженкинс  |